# Microhydromys
Microhydromys — рід гризунів родини мишевих (Muridae).

## Морфологічні характеристики
Це дуже малі представники мишей Старого Світу, вони досягають довжини голови й тулуба від 8 до 11 сантиметрів, плюс хвіст 8–10 см завдовжки. Маса становить від 9 до 12 грамів. Шерсть цих тварин на спині від коричневого до чорно-сірого кольору, а живіт трохи світліший. Морда коротка, перший верхній моляр помітно подовжений.

## Спосіб життя
Обидва види живуть в Новій Гвінеї, їхнє місце проживання — горбисті ліси. Вони зустрічаються на трохи нижчих висотах, ніж інші, близькоспоріднені миші Старого Світу в Новій Гвінеї. Вони в основному наземні мешканці й харчуються комахами.